# 唐平劉稹之戰
劉稹之叛，因其发生于唐武宗会昌年间，史稱会昌伐叛，是指唐朝會昌三年（843年）至四年(844年)，唐廷平定昭義節度使劉稹叛乱之戰。
會昌三年（843年）四月，昭義節度使劉從諫病卒，其侄也是养子劉稹用昭義（山西長治）兵馬使郭誼的建議，秘不發喪，自領軍務。监军崔士康奏称刘从谏病重，请求朝廷任命劉稹为留后。
劉稹因其父刘从谏上書言宦官仇士良等之惡，与朝廷交恶，不敢歸朝。宰相李德裕認為昭义邻近帝都，不可割据一方，故朝廷不准，五月十三日，唐朝廷下诏令削夺刘从谏及刘稹官爵。武宗會昌四年（844年），李德裕用成德、魏博、河中等鎮兵力進攻昭義，命王元逵为泽潞北面招讨使，何弘敬为南面诏讨使，与河中节度使陈夷行、河东节度使刘沔、河阳节度使王茂元合力出擊。劉稹命薛茂卿抵抗。
期间，因刘沔与卢龙节度使张仲武不合，武宗调任前宰相李石为河东节度使。刘稹遣军将贾群来见李石，呈上李石堂兄洺州刺史李恬的信说：“刘稹愿举族归命于相公，奉刘从谏的丧事归葬东都。”李石囚禁贾群，上报书信。李德裕以李石名义回信要刘稹面缚来降。不久河东都将杨弁趁府库空虚之机煽动士兵兵变驱逐李石，与刘稹结盟。朝臣们与忠武节度使王宰建议停止讨伐刘稹，接受其投降，但李德裕仍坚持原立场。刘稹为了表明自己并非叛者，反而攻打杨弁。杨弁被平定后，朝廷仍然讨伐刘稹。
是年七月十八日，天德防御使石雄入潞州，有七千人隨行，過烏嶺（在山西翼城縣境），破昭義軍五寨。王元逵攻宣务栅（今河北隆尧西北），在尧山（今河北完县西北）擊敗劉軍。八月十八日，薛茂卿攻陷科斗店。劉稹軍心漸怠，权实握在王协、李士贵手中，將士愈覺離心，大將高文端向唐軍投降，邢州（今河北邢台）刺史崔嘏归降，洺州（今河北永年东南）、磁州（今河北磁县）相繼倒戈。
劉稹部下董可武、郭誼、王協等人，把劉稹騙入別院殺害，並族滅其家，郭谊、王协等人出降。石雄宣佈澤潞平定，将郭谊、王协等人連同劉稹的首級傳送長安。